# Listă de catedrale din Germania

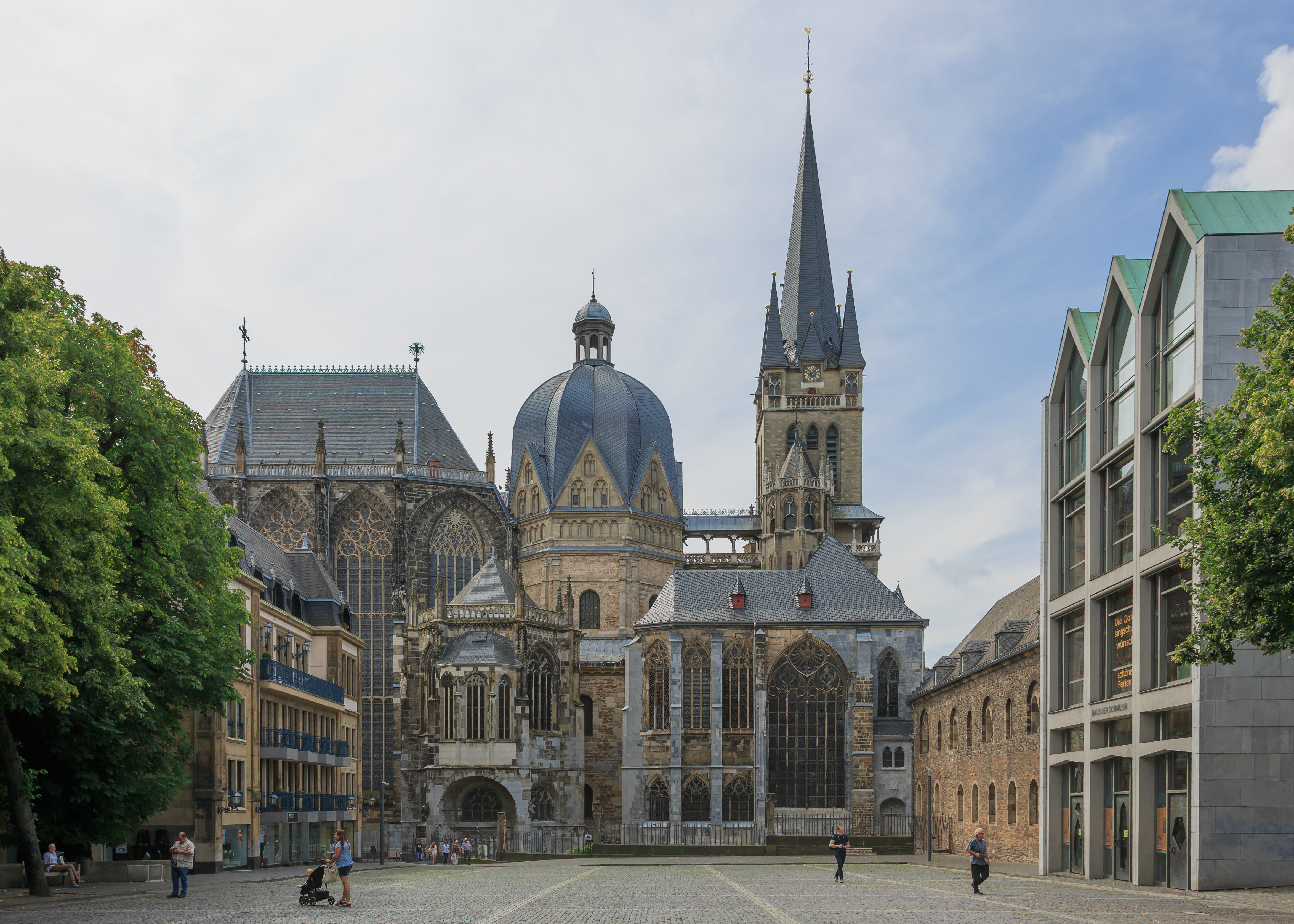
Aachener Dom

Lista catedralelor din Germania enumeră actualele biserici catedrale catolice, ortodoxe și evanghelice din Germania.

## Catedrale actuale
| Nume                                                                | Localitate             | Episcopie                                                                      | Biserică                           | Imagine |
| ------------------------------------------------------------------- | ---------------------- | ------------------------------------------------------------------------------ | ---------------------------------- | ------- |
| Catedrale catolice                                                  |                        |                                                                                |                                    |         |
| Aachener Dom Hram: Fecioara Maria                                   | Aachen                 | Dieceza de Aachen                                                              | Biserica Romano-Catolică           |         |
| Domul din Augsburg Hram: Vizita Fecioarei Maria                     | Augsburg               | Dieceza de Augsburg                                                            | Biserica Romano-Catolică           |         |
| Domul din Bamberg Sfinți patroni: Sfântul Petru și Sfântul Gheorghe | Bamberg                | Arhidieceza de Bamberg                                                         | Biserica Romano-Catolică           |         |
| Johannes-Basilika                                                   | Berlin                 | Deutsches Militärordinariat (Bischofskirche)                                   | Biserica Romano-Catolică           |         |
| St. Hedwigs-Kathedrale                                              | Berlin                 | Arhidieceza de Berlin                                                          | Biserica Romano-Catolică           |         |
| Catedrala Sfânta Treime din Dresda                                  | Dresden                | Dieceza de Dresda-Meissen                                                      | Biserica Romano-Catolică           |         |
| Dom zu Eichstätt Patrone: St. Salvator, U.L. Frau und St. Willibald | Eichstätt              | Dieceza de Eichstätt                                                           | Biserica Romano-Catolică           |         |
| Erfurter Dom Marienkirche                                           | Erfurt                 | Dieceza de Erfurt                                                              | Biserica Romano-Catolică           |         |
| Essener Münster Patrone: Cosmas und Damian, Jungfrau Maria          | Essen                  | Dieceza de Essen                                                               | Biserica Romano-Catolică           |         |
| Freiburger Münster Münster Unserer Lieben Frau                      | Freiburg im Breisgau   | Arhidieceza de Freiburg                                                        | Biserica Romano-Catolică           |         |
| Fuldaer Dom Dom St. Salvator                                        | Fulda                  | Dieceza de Fulda                                                               | Biserica Romano-Catolică           |         |
| Kathedrale St. Jakobus                                              | Görlitz                | Dieceza de Görlitz                                                             | Biserica Romano-Catolică           |         |
| St.-Marien-Dom                                                      | Hamburg                | Arhidieceza de Hamburg                                                         | Biserica Romano-Catolică           |         |
| Hildesheimer Dom St. Mariä Himmelfahrt                              | Hildesheim             | Dieceza de Hildesheim                                                          | Biserica Romano-Catolică           |         |
| Kölner Dom Hohe Domkirche St. Petrus                                | Köln                   | Arhidieceza de Köln                                                            | Biserica Romano-Catolică           |         |
| Limburger Dom Georgdom                                              | Limburg an der Lahn    | Dieceza de Limburg                                                             | Biserica Romano-Catolică           |         |
| Kathedrale St. Sebastian                                            | Magdeburg              | Dieceza de Magdeburg                                                           | Biserica Romano-Catolică           |         |
| Mainzer Dom Patron: Martin de Tours                                 | Mainz                  | Dieceza de Mainz                                                               | Biserica Romano-Catolică           |         |
| Liebfrauendom                                                       | München                | Arhidieceza de München și Freising                                             | Biserica Romano-Catolică           |         |
| St.-Paulus-Dom                                                      | Münster                | Dieceza de Münster                                                             | Biserica Romano-Catolică           |         |
| Dom St. Peter                                                       | Osnabrück              | Dieceza de Osnabrück                                                           | Biserica Romano-Catolică           |         |
| Paderborner Dom Hoher Dom Ss. Maria, Liborius und Kilian            | Paderborn              | Arhidieceza de Paderborn                                                       | Biserica Romano-Catolică           |         |
| Dom St. Stephan                                                     | Passau                 | Dieceza de Passau                                                              | Biserica Romano-Catolică           |         |
| Regensburger Dom Kathedrale St. Peter                               | Regensburg             | Dieceza de Regensburg                                                          | Biserica Romano-Catolică           |         |
| Dom St. Martin                                                      | Rottenburg am Neckar   | Dieceza de Rottenburg-Stuttgart                                                | Biserica Romano-Catolică           |         |
| Speyerer Dom Domkirche St. Maria und St. Stephan                    | Speyer                 | Dieceza de Speyer                                                              | Biserica Romano-Catolică           |         |
| Trierer Dom Hohe Domkirche St. Peter                                | Trier                  | Dieceza de Trier                                                               | Biserica Romano-Catolică           |         |
| Würzburger Dom St. Kiliansdom                                       | Würzburg               | Dieceza de Würzburg                                                            | Biserica Romano-Catolică           |         |
| Maria Schutz und St. Andreas                                        | München                | Apostolisches Exarchat Deutschland und Skandinavien                            | Biserica Greco-Catolică Ucraineană |         |
| Concatedrale catolice                                               |                        |                                                                                |                                    |         |
| Dom St. Petri                                                       | Bautzen                | Dieceza de Dresda-Meissen (Konkathedrale, seit 1980)                           | Biserica Romano-Catolică           |         |
| St. Peter                                                           | Dillingen an der Donau | Dieceza de Augsburg (Konkathedrale)                                            | Biserica Romano-Catolică           |         |
| Freisinger Dom Patrone: St. Maria und St. Korbinian                 | Freising               | Arhidieceza de München și Freising (Konkathedrale)                             | Biserica Romano-Catolică           |         |
| Domkirche St. Eberhard                                              | Stuttgart              | Dieceza de Rottenburg-Stuttgart (Konkathedrale)                                | Biserica Romano-Catolică           |         |
| Catedrale ortodoxe                                                  |                        |                                                                                |                                    |         |
| Catedrala ortodoxă din Nürnberg                                     | Nürnberg               | Mitropolia Ortodoxă Română a Germaniei, Europei Centrale și de Nord            | Biserica Ortodoxă Română           |         |
| Christi-Auferstehungs-Kathedrale                                    | Berlin                 | Russische Orthodoxe Diözese des orthodoxen Bischofs von Berlin und Deutschland | Biserica Ortodoxă Rusă             |         |
| Catedrala Sfânta Treime din Bonn                                    | Bonn                   | Griechisch-orthodoxe Metropolie von Deutschland                                | Biserica Ortodoxă a Greciei        |         |
| Kloster Brenkhausen                                                 | Brenkhausen            | Koptisch-Orthodoxe Kirche in Deutschland                                       | Biserica Ortodoxă Coptă            |         |
| Catedrala vetero-catolică                                           |                        |                                                                                |                                    |         |
| Namen-Jesu-Kirche                                                   | Bonn                   | Katholisches Bistum der Alt-Katholiken in Deutschland                          | Biserica Vetero-Catolică           |         |

## Catedrale protestante
Die Liste der evangelischen Bischofskirchen beinhaltet die Bischofskirchen oder Hauptkirchen bzw. der Predigtkirchen der leitenden Geistlichen der Landeskirchen bzw. der Gliedkirchen der Evangelischen Kirchen in Deutschland (EKD).
| Name                    | Ort          | Landeskirche                                                   | Ritus                | Bild |
| ----------------------- | ------------ | -------------------------------------------------------------- | -------------------- | ---- |
| Marienkirche            | Dessau       | Evangelische Landeskirche Anhalts                              | Evanghelică unită    |      |
| Stadtkirche             | Karlsruhe    | Evangelische Landeskirche in Baden                             | Evanghelică unită    |      |
| St. Lorenz              | Nürnberg     | Evangelisch-Lutherische Kirche in Bayern                       | Evanghelică luterană |      |
| St. Matthäus            | München      | Evangelisch-Lutherische Kirche in Bayern                       | Evanghelică luterană |      |
| Marienkirche            | Berlin       | Evangelische Kirche Berlin-Brandenburg-schlesische Oberlausitz | Evanghelică unită    |      |
| Dom St. Blasii          | Braunschweig | Evangelisch-lutherische Landeskirche in Braunschweig           | Evanghelică luterană |      |
| Petridom                | Bremen       | Bremische Evangelische Kirche                                  | Reformată            |      |
| Große Kirche            | Leer         | Evangelisch-reformierte Landeskirche                           | Reformată            |      |
| Marktkirche             | Hannover     | Evangelisch-lutherische Landeskirche Hannovers                 | Evanghelică luterană |      |
| Pauluskirche            | Darmstadt    | Evangelische Kirche in Hessen und Nassau                       | Evanghelică unită    |      |
| Martinskirche           | Kassel       | Evangelische Kirche von Kurhessen-Waldeck                      | Evanghelică unită    |      |
| Erlöserkirche           | Detmold      | Lippische Landeskirche                                         | Reformată            |      |
| Magdeburger Dom         | Magdeburg    | Evangelische Kirche in Mitteldeutschland                       | Evanghelică unită    |      |
| Schweriner Dom          | Schwerin     | Evangelisch-Lutherische Kirche in Norddeutschland              | Evanghelică luterană |      |
| Lambertikirche          | Oldenburg    | Evangelisch-Lutherische Kirche in Oldenburg                    | Evanghelică luterană |      |
| Gedächtniskirche        | Speyer       | Evangelische Kirche der Pfalz                                  | Evanghelică unită    |      |
| Johanneskirche          | Düsseldorf   | Evangelische Kirche im Rheinland                               | Evanghelică unită    |      |
| Dom                     | Meißen       | Evangelisch-Lutherische Landeskirche Sachsens                  | Evanghelică luterană |      |
| Kreuzkirche             | Dresden      | Evangelisch-Lutherische Landeskirche Sachsens                  | Evanghelică luterană |      |
| Stadtkirche             | Bückeburg    | Evangelisch-Lutherische Landeskirche Schaumburg-Lippe          | Evanghelică luterană |      |
| Neustädter Marienkirche | Bielefeld    | Evangelische Kirche von Westfalen                              | Evanghelică unită    |      |
| Stiftskirche            | Stuttgart    | Evangelische Landeskirche in Württemberg                       | Evanghelică unită    |      |

## Foste catedrale
| Name                         | Ort                   | Diözese / Landeskirche                    | Kirche / Rituskirche | Verbleib                                            |
| ---------------------------- | --------------------- | ----------------------------------------- | -------------------- | --------------------------------------------------- |
| Dom St. Petri                | Bautzen               | Bistum Meißen                             | Lateinische Kirche   | Concatedrală a Diecezei de Dresda-Meissen           |
| Petrikirche zu Bosau         | Bosau                 | Bistum Oldenburg                          | Lateinische Kirche   | Aufhebung des Bistums 1163                          |
| Dom St. Peter und Paul       | Brandenburg           | Bistum Brandenburg                        | Lateinische Kirche   | Reformation des Bistums                             |
| Bremer Dom                   | Bremen                | Erzbistum Bremen                          | Lateinische Kirche   | Reformation des Bistums                             |
| Klosterkirche Herrenchiemsee | Herrenchiemsee        | Bistum Chiemsee                           | Lateinische Kirche   | Aufhebung des Bistums 1803                          |
| Mănăstirea Corvey            | Corvey                | Bistum Corvey                             | Lateinische Kirche   | Aufhebung des Bistums 1803                          |
| Freisinger Dom               | Freising              | Bistum Freising                           | Lateinische Kirche   | Concatedrală a Arhidiecezei de München și Freising  |
| Dom St. Marien Fürstenwalde  | Fürstenwalde/Spree    | Bistum Lebus                              | Lateinische Kirche   | Reformation des Bistums                             |
| Dom zu Halberstadt           | Halberstadt           | Bistum Halberstadt                        | Lateinische Kirche   | Reformation des Bistums                             |
| Hamburger Dom                | Hamburg               | Erzbistum Hamburg                         | Lateinische Kirche   | Nachfolger: St. Marien-Dom                          |
| Havelberger Dom              | Havelberg             | Bistum Havelberg                          | Lateinische Kirche   | Reformation des Bistums                             |
| Hildebold-Dom                | Köln                  | Erzbistum Köln                            | Lateinische Kirche   | Nachfolger: Kölner Dom                              |
| Konstanzer Münster           | Konstanz              | Bistum Konstanz                           | Lateinische Kirche   | Aufhebung des Bistums 1821                          |
| St. Adalbert                 | Lebus                 | Bistum Lebus                              | Lateinische Kirche   | Zerstörung durch Truppen Karls IV. 1373             |
| St. Peter                    | Lebus                 | Bistum Lebus                              | Lateinische Kirche   |                                                     |
| St. Peter                    | Leitzkau              | Bistum Brandenburg                        | Lateinische Kirche   |                                                     |
| Lübecker Dom                 | Lübeck                | Bistum Lübeck                             | Lateinische Kirche   | Reformation des Bistums                             |
| Magdeburger Dom              | Magdeburg             | Bistum Magdeburg                          | Lateinische Kirche   | Reformation des Bistums                             |
| Merseburger Dom              | Merseburg             | Bistum Merseburg                          | Lateinische Kirche   | Reformation des Bistums                             |
| Meißner Dom                  | Meißen                | Bistum Meißen                             | Lateinische Kirche   | Reformation des Bistums                             |
| Mindener Dom                 | Minden                | Bistum Minden                             | Lateinische Kirche   | Aufhebung des Bistums 1648                          |
| Naumburger Dom               | Naumburg (Saale)      | Bistum Naumburg-Zeitz                     | Lateinische Kirche   | Reformation des Bistums                             |
| St.-Johannis-Kirche          | Oldenburg in Holstein | Bistum Oldenburg                          | Lateinische Kirche   | Aufhebung des Bistums 1163                          |
| Ratzeburger Dom              | Ratzeburg             | Bistum Ratzeburg                          | Lateinische Kirche   | Reformation des Bistums                             |
| Schleswiger Dom              | Schleswig             | Bistum Schleswig                          | Lateinische Kirche   | Reformation des Bistums                             |
| Schweriner Dom               | Schwerin              | Bistum Schwerin                           | Lateinische Kirche   | Reformation des Bistums                             |
| Dom zu Verden                | Verden                | Bistum Verden                             | Lateinische Kirche   | Reformation des Bistums                             |
| Wormser Dom                  | Worms                 | Bistum Worms                              | Lateinische Kirche   | Aufhebung des Bistums 1801/02                       |
| Zeitzer Dom                  | Zeitz                 | Bistum Naumburg-Zeitz                     | Lateinische Kirche   | Nachfolger: Naumburger Dom                          |
| Sophienkirche                | Dresden               | Ev.-Luth. Landeskirche Sachsens           | Lutherische Kirche   | Zerstörung der Kirche 1945; Nachfolger: Kreuzkirche |
| Georgenkirche                | Eisenach              | Ev.-Luth. Kirche in Thüringen             | Lutherische Kirche   | De facto Auflösung der Landeskirche 2009            |
| Große Kirche                 | Emden                 | Ev.-Ref. Kirche in Nordwestdeutschland    | Reformierte Kirche   | De facto Auflösung der Landeskirche 1989            |
| St.-Michaelis-Kirche         | Eutin                 | Ev.-Luth. Landeskirche Eutin              | Lutherische Kirche   | De facto Auflösung der Landeskirche 1977            |
| St. Peter und Paul           | Görlitz               | Ev. Kirche der schlesischen Oberlausitz   | Unierte Kirche       | De facto Auflösung der Landeskirche 2004            |
| Dom St. Nikolai              | Greifswald            | Pommersche Evangelische Kirche            | Unierte Kirche       | De facto Auflösung der Landeskirche 2012            |
| St. Michaelis                | Hamburg               | Ev.-Luth. Kirche im Hamburgischen Staate  | Lutherische Kirche   | De facto Auflösung der Landeskirche 1977            |
| Lübecker Dom                 | Lübeck                | Ev.-Luth. Kirche in Lübeck                | Lutherische Kirche   | De facto Auflösung der Landeskirche 1977            |
| Matthäuskirche               | München               | Ev.-Luth. Kirche in Bayern                | Lutherische Kirche   | Abbruch der Kirche 1938                             |
| Schleswiger Dom              | Schleswig             | Ev.-Luth. Landeskirche Schleswig-Holstein | Lutherische Kirche   | De facto Auflösung der Landeskirche 1977            |
| Marienkirche                 | Wolfenbüttel          | Ev.-Luth. Landeskirche in Braunschweig    | Lutherische Kirche   | Nachfolger: Braunschweiger Dom                      |